# Blok Unicode
Blok Unicode je souvislý interval kódových bodů definovaný ve standardu Unicode. Každý blok má unikátní jméno a obsahuje 16 až 65536 kódových bodů. Žádné dva bloky nemají společný průnik.

## Vlastnosti bloků
Každý blok začíná kódovým bodem U+nnn0 a končí kódovým bodem U+mmmF, takže počet kódových bodů v Unicode bloku je vždy násobkem 16.
Blok může explicitně zahrnovat kódové body, které jsou nepřiřazené a ne-znaky. Kódové body nepatřící do žádného z pojmenovaných bloků, například v nepřiřazených rovinách 3–13, mají hodnotu bloku „No_block“.
Naopak, každý přiřazený kódový bod má vlastnost „Block name“, která udává, do jakého bloku znak patří. Jméno bloku je určeno samotným kódovým bodem, i když jména bloků mají deskriptivní povahu: „Tibetan“ („Tibetština“) nebo „Supplemental Arrows-A“ („Doplňkové šipky-A“). Všechny přiřazené kódové body mají právě jedno jméno bloku.
Další dělení bloků, jako například „šachové symboly“ v bloku Různé symboly, nejsou „blok“. Jméno podskupiny je pouze informativní.
Unicode 8.0 definuje 262 bloků:
- 160 v rovině 0, základní multilinguální rovina (BMP)
- 93 v rovině 1, doplňková multilinguální rovina (SMP)
- 5 v rovině 2, doplňková ideografická rovina (SIP)
- 2 v rovině 14 (E šestnáctkově), doplňková rovina pro speciální účely (SSP)
- Po jednom v rovinách 15 (Fhex) a 16 (10hex), nazývaných doplňková oblast pro soukromé použití A a doplňková oblast pro soukromé použití B

## Bloky Unicode
- Základní latinka (0000–007F)
- Doplněk Latin-1 (0080–00FF)
- Rozšíření latinky A (0100–017F)
- Rozšíření latinky B (0180–024F)
- Mezinárodní fonetická abeceda (0250–02AF)
- Modifikující písmena se šířkou (02B0–02FF)
- Kombinující diakritické značky (0300–036F)
- Řecká abeceda a Koptské písmo (0370–03FF)
- Cyrilice (0400–04FF)
- Doplněk cyrilice (0500–052F)
- Arménské písmo (0530–058F)
- Hebrejské písmo (0590–05FF)
- Arabské písmo (0600–06FF)
- Syrské písmo (0700–074F)
- Doplněk arabského písma (0750–077F)
- Thaana (0780–07BF)
- N'Ko (07C0–07FF)
- Samaritánské písmo (0800–083F)
- Mandejské písmo (0840–085F)
- Rozšíření arabštiny A (08A0–08FF)
- Dévanágarí (0900–097F)
- Bengálské písmo (0980–09FF)
- Gurmukhí (0A00–0A7F)
- Gudžarátí (0A80–0AFF)
- Urijské písmo (0B00–0B7F)
- Tamilské písmo (0B80–0BFF)
- Telužské písmo (0C00–0C7F)
- Kannadské písmo (0C80–0CFF)
- Malajálamské písmo (0D00–0D7F)
- Sinhalské písmo (0D80–0DFF)
- Thajské písmo (0E00–0E7F)
- Laoské písmo (0E80–0EFF)
- Tibetské písmo (0F00–0FFF)
- Barmské písmo (1000–109F)
- Gruzínské písmo (10A0–10FF)
- Hangul Jamo (1100–11FF)
- Etiopské písmo (1200–137F)
- Doplněk etiopštiny (1380–139F)
- Čerokézské písmo (13A0–13FF)
- Sjednocená slabiková písma původních obyvatel Kanady (1400–167F)
- Ogam (1680–169F)
- Runy (16A0–16FF)
- Tagalog (1700–171F)
- Hanunoo (1720–173F)
- Buhid (1740–175F)
- Tagbanwa (1760–177F)
- Khmerské písmo (1780–17FF)
- Mongolské písmo (1800–18AF)
- Limbu (1900–194F)
- Tai Le (1950–197F)
- Nové Tai Le (1980–19DF)
- Khmerské symboly (19E0–19FF)
- Lontara (1A00–1A1F)
- Tai Tham (1A20–1AAF)
- Rozšíření kombinujících diakritických značek (1AB0–1AFF)
- Baliské písmo (1B00–1B7F)
- Sundánské písmo (1B80–1BBF)
- Batak (1BC0–1BFF)
- Lepcha (1C00–1C4F)
- Ol Chiki (1C50–1C7F)
- Doplněk sundánštiny (1CC0–1CCF)
- Védská rozšíření (1CD0–1CFF)
- Fonetické rozšíření (1D00–1D7F)
- Doplněk fonetických rozšíření (1D80–1DBF)
- Doplněk kombinujících diakritických značek (1DC0–1DFF)
- Dodatek rozšířené latinky (1E00–1EFF)
- Rozšíření řecké abecedy (1F00–1FFF)
- Všeobecná interpunkční znaménka (2000–206F)
- Horní a dolní indexy (2070–209F)
- Symboly měn (20A0–20CF)
- Kombinující diakritické značky pro symboly (20D0–20FF)
- Písmenové symboly (2100–214F)
- Číselné formy (2150–218F)
- Šipky (2190–21FF)
- Matematické operátory (2200–22FF)
- Různé technické znaky (2300–23FF)
- Obrázky k řídicím znakům (2400–243F)
- Znaky pro optické rozpoznávání (2440–245F)
- Ohraničené alfanumerické znaky (2460–24FF)
- Kreslení rámečků (2500–257F)
- Blokové prvky (2580–259F)
- Geometrické tvary (25A0–25FF)
- Různé symboly (2600–26FF)
- Symboly dingbat (2700–27BF)
- Různé matematické symboly A (27C0–27EF)
- Doplňující šipky A (27F0–27FF)
- Braillovo písmo (2800–28FF)
- Doplňující šipky B (2900–297F)
- Různé matematické symboly B (2980–29FF)
- Doplňující matematické operátory (2A00–2AFF)
- Různé symboly a šipky (2B00–2BFF)
- Hlaholice (2C00–2C5F)
- Rozšíření latinky C (2C60–2C7F)
- Koptské písmo (2C80–2CFF)
- Doplněk gruzínštiny (2D00–2D2F)
- Tifinagh (2D30–2D7F)
- Rozšíření etiopštiny (2D80–2DDF)
- Rozšíření cyrilice A (2DE0–2DFF)
- Doplňující interpunkce (2E00–2E7F)
- Doplněk CJK radikálů (2E80–2EFF)
- Radikály Kchang-si (2F00–2FDF)
- Ideografické popisné znaky (2FF0–2FFF)
- CJK symboly a interpunkce (3000–303F)
- Hiragana (3040–309F)
- Katakana (30A0–30FF)
- Bopomofo (3100–312F)
- Hangul kompatibilní Jamo znaky (3130–318F)
- Kanbun znaky (3190–319F)
- Rozšíření Bopomofo (31A0–31BF)
- CJK tahy (31C0–31EF)
- Fonetická rozšíření Katakany (31F0–31FF)
- Ohraničené CJK znaky a měsíce (3200–32FF)
- Kompatibilita CJK (3300–33FF)
- Rozšíření sjednocených znaků CJK A (3400–4DBF)
- Hexagramové symboly I-ťing (4DC0–4DFF)
- Sjednocené znaky CJK (4E00–9FFF)
- Slabiky jazyka Yi (A000–A48F)
- Radikály jazyka Yi (A490–A4CF)
- Lisu (A4D0–A4FF)
- Vai (A500–A63F)
- Rozšíření cyrilice B (A640–A69F)
- Bamum (A6A0–A6FF)
- Písmena pro modifikátory tónu (A700–A71F)
- Rozšíření latinky D (A720–A7FF)
- Sylheti Nagari (A800–A82F)
- Společné formy indických čísel (A830–A83F)
- Phags-pa (A840–A87F)
- Sauraštra (A880–A8DF)
- Rozšíření Dévanágarí (A8E0–A8FF)
- Kayah Li (A900–A92F)
- Rejang (A930–A95F)
- Rozšíření Hangul Jamo A (A960–A97F)
- Javánské písmo (A980–A9DF)
- Rozšíření barmštiny B (A9E0–A9FF)
- Cham (AA00–AA5F)
- Rozšíření barmštiny A (AA60–AA7F)
- Tai Viet (AA80–AADF)
- Rozšíření Manipuri (ABC0–ABFF)
- Slabiky Hangul (AC00–D7AF)
- Rozšíření Hangul Jamo B (D7B0–D7FF)
- Horní surrogates (D800–DB7F)
- Horní surrogates pro soukromé využití (DB80–DBFF)
- Dolní surrogates (DC00–DFFF)
- Oblast pro soukromé využití (E000–F8FF)
- CJK kompatibilní ideogramy (F900–FAFF)
- Abecední prezentační formy (FB00–FB4F)
- Arabské prezentační formy A (FB50–FDFF)
- Selektory variant (FE00–FE0F)
- Svislé formy (FE10–FE1F)
- Kombinující poloznačky (FE20–FE2F)
- CJK kompatibilní formy (FE30–FE4F)
- Malé varianty forem (FE50–FE6F)
- Arabské prezentační formy B (FE70–FEFF)
- Znaky plné šířky a poloviční šířky (FF00–FFEF)
- Speciální (FFF0–FFFF)
- Slabičné znaky lineárního písma B (10000–1007F)
- Ideogramy lineárního písma B (10080–100FF)
- Egejská čísla (10100–1013F)
- Starořecká čísla (10140–1018F)
- Starověké symboly (10190–101CF)
- Znaky Disku z Faistu (101D0–101FF)
- Lýkijské písmo (10280–1029F)
- Kárské písmo (102A0–102DF)
- Koptská epaktová čísla (102E0–102FF)
- Staroitalické písmo (10300–1032F)
- Gótské písmo (10330–1034F)
- Staropermské písmo (10350–1037F)
- Ugaritské písmo (10380–1039F)
- Staroperské písmo (103A0–103DF)
- Deseretské písmo (10400–1044F)
- Shawova abeceda (10450–1047F)
- Somálské písmo (10480–104AF)
- Kyperské slabičné písmo (10800–1083F)
- Byzantské hudební symboly (1D000–1D0FF)
- Hudební symboly (1D100–1D1FF)
- Tai-Xuan-Jing symboly (1D300–1D35F)
- Matematické alfanumerické symboly (1D400–1D7FF)
- Jednotné ideografické rozšíření CJK B (20000–2A6DF)
- Doplněk kompatibilních ideogramů CJK (2F800–2FA1F)
- Značky (E0000–E007F)
- Doplněk různých selektorů (E0100–E01EF)
- Doplňující oblast pro soukromé použití A (F0000–FFFFF)
- Doplňující oblast pro soukromé použití B (100000–10FFFD)